# Le tempeste del Chai
(Pergamena di Lupo Solitario con la missione)
Le tempeste del Chai (titolo originale The Storms of Chai) è un librogame dello scrittore inglese Joe Dever. È stato pubblicato per la prima volta in Italia nel 2015 a cura di Vincent Books, prima ancora dell'edizione originale, scritta in inglese.
È il ventinovesimo dei volumi pubblicati della saga Lupo Solitario, il primo dopo quasi vent'anni di assenza dalle scene a causa di seri problemi di salute dell'autore e di declino del fenomeno dei libri a bivi nei primi anni Duemila.
Per la nona volta il protagonista non è più il supremo maestro Kai (Ramas nella vecchia traduzione italiana) Lupo Solitario, ma uno dei suoi allievi del "Nuovo ordine": è il lettore che deve scegliere il nome del proprio personaggio, o attraverso una combinazione di due nomi (estratti a sorte da due elenchi) oppure ideato direttamente dal lettore.

## Trama
Diciassette anni dopo l'ultima crociata che l'aveva visto fronteggiare e sconfiggere l'Autarca imperiale Sejanoz, il Grande Maestro torna in azione. In questo lasso di tempo sono accaduti molti fatti importanti: il Nuovo Ordine dei Ramas/Kai ha costruito un secondo monastero sull'isola di Lorn, dove l'antico popolo degli Shianti aveva vissuto per secoli. Gli assetti geopolitici del Magnamund, inoltre, si sono evoluti e involuti in numerosi territori. Numerose potenziali minacce affliggono Lupo Solitario tanto da fargli convocare un consiglio di guerra e organizzare 6 missioni in altrettanti focolai di "crisi", ognuna affidata a un diverso maestro.
Al protagonista della storia spetta il Chai. Si avvia, così, a recuperare l'Occhio di Agarash, un malefico artefatto che, qualora connesso con l'Artiglio di Naar che aveva già messo al sicuro nel volume 27, consentirebbe la nascita di un'arma dai poteri imprevedibili. La missione contro il perfido Zashnor, se conclusa con successo, sarà una delle poche riuscite rispetto al briefing iniziale, con un clima di crisi complessiva di sistema in incubazione che lascerà un finale aperto verso i volumi seguenti.

## Sistema di gioco
Il Grande Maestro può contare su doti tattiche (Combattività) e fisiche (Resistenza). Inoltre, dopo aver completato l'apprendimento di tutte le discipline basilari Kai e Magnakai, può ora sfruttare la conoscenza di 13 tra le 16 nuove Discipline superiori Kai che forniscono un importante aiuto a seconda delle situazioni: Guerra Superiore, Controllo Animale Superiore, Liberazione (Medicina Avanzata), Assimilazione (Sparizione Avanzata), Fiuto Superiore, Interpretazione Superiore, Raggio Kai, Scudo Kai, Difesa Superiore, Telegnosi (Divinazione Avanzata), Magi-Magic (Magia del Regno Antico), Alchimia Kai (Magia della Confraternita), Astrologia, Maestria delle Erbe, Elementalismo e Maestria Bardica.
Gli oggetti raccolti sono contenuti in uno zaino, a eccezione degli oggetti "speciali". Il denaro, in Corone d'oro, è contenuto in una borsa.
I combattimenti si svolgono confrontando in primis i punteggi di Combattività del Grande Maestro e dell'avversario, che generano un rapporto di forza positivo, negativo o neutro. Il lettore estrae un numero dalla "Tabella del Destino" (che equivale a un d10) e nella tabella Risultati di combattimento incrocia quella riga alla colonna del corrispondente rapporto di forza di quel combattimento, togliendo punti di Resistenza a se stesso e/o all'avversario.

## Edizione
- Joe Dever, Le tempeste del Chai, traduzione di Fabio Gamberini, Vincent Books, 2015